# 無名 (琵琶)
無名（むみょう）は、かつて皇室の御物として伝えられていた琵琶の名器。「无名」とも表記される。

## 概要
『拾介抄』や『庭訓抄』にかつて琵琶の名手・蝉丸が愛用していたとの伝承と共に紹介されており、玄上・牧馬・井手・渭橋・良道・元興寺・木絵・小琵琶・末濃と共に「十名物」と称されていたと伝えられる。『枕草子』には中宮定子がこの琵琶の名前を女房から問われたのに対し、本来の名称「無名」に引っ掛け「ただいとはかなく名も無し」と答えたエピソードが紹介されている。
無名は後に一条天皇から中宮彰子へ贈られたと見られ『拾芥抄』や『江談抄』では「上東門院（彰子の院号）の名物」として紹介されているが、万寿3年正月19日（1026年2月6日）に上東門院別当・源済政の邸宅が火災に遭った際、焼失したと伝えられている。
また、琵琶だけでなく和琴・琴・笙にも同名の「無名」と呼ばれる名器が存在した。